# Crystal Palace National Sports Centre

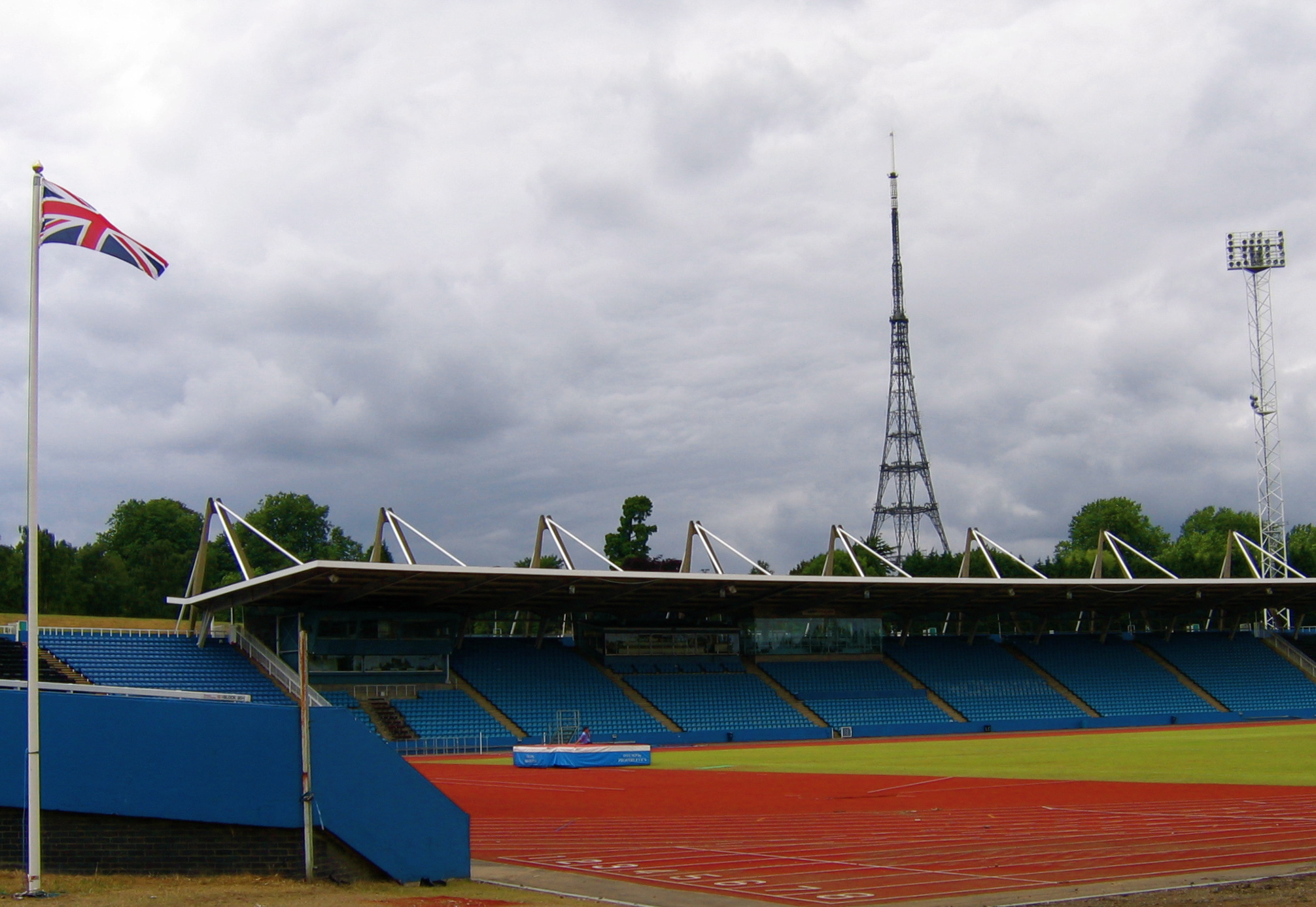
Vista del estadio de atletismo.

El Crystal Palace National Sports Centre es un centro atlético y deportivo ubicado en Crystal Palace, al sur de Londres, Inglaterra. Fue inaugurado en el año 1964, cercano al lugar en donde se encontraba el Crystal Palace.
El estadio atlético tiene una capacidad de 15 000 espectadores. Allí se realizó el Grand Prix de Londres hasta la edición 2012, tras lo cual se mudó al nuevo Estadio Olímpico de Londres.
Se encuentra en el mismo lugar de un antiguo estadio de fútbol, hogar del original Crystal Palace desde 1861. También acogió las finales de la FA Cup desde 1895 a 1914. En muchas de esas finales, la asistencia de público superó ampliamente los 100 000 espectadores. En la final de la temporada 1912–13 concurrieron al recinto 121 919 espectadores al partido entre Aston Villa y Sunderland.
| Predecesor: Leavey Center Santa Clara 1981 | Estadio Mundial Londres 1985 | Sucesor: Wildparkstadion Karlsruhe 1989 |